# Myriotrema microporum
Myriotrema microporum är en lavart som först beskrevs av Jean François Montagne, och fick sitt nu gällande namn av Hale. Myriotrema microporum ingår i släktet Myriotrema och familjen Graphidaceae.   Inga underarter finns listade i Catalogue of Life.